# Ewert and the Two Dragons
Ewert and the Two Dragons ist eine Indie-Rock-Band aus Tallinn, Estland. Bandmitglieder sind Ewert Sundja, Erki Pärnoja, Kristjan Kallas und Ivo Etti.

## Bandgeschichte
Im Jahr 2009 veröffentlichte die Band ihr Debütalbum The Hills Behind the Hills. Es folgten Konzerte in Klubs in Estland, Lettland und Litauen. Weitere Auftritte absolvierte die Band beim Musikfestival Tallinn Music Week und am Positivus Festival im lettischen Salacgrīva.
Im September 2010 unterzeichnete die Band einen Plattenvertrag beim lettischen Indie-Plattenlabel "I Love you Records".
Am 5. April 2011 veröffentlichte die Band das zweite Studio-Album, Good Man Down.
Im Sommer 2012 unterschrieb die Band einen weltweiten Verlagsvertrag mit BMG Rights Management.
2013 wurden sie mit dem European Border Breakers Award (EBBA) ausgezeichnet.
Am 10. November 2014 veröffentlichte die Band ihre Single Pictures und kündigte auf Facebook ihr neues Studioalbum an, welches am 27. Februar 2015 erschien. Das Hauptthema des Albums ist, laut Sundja, das Erwachsenwerden.

## Diskografie

### Alben
- 2009: The Hills Behind the Hills
- 2011: Good Man Down
- 2015: Circles

### Singles
- Pastorale (Oktober 2009)
- (In the End) There’s Only Love (19. Januar 2011)
- Jolene (6. April 2011)
- Good Man Down (8. November 2011)
- Pictures (10. November 2014)

### Musikvideos
- (In The End) There's Only Love (19. Januar 2011)
- Good Man Down (8. November 2011)
- Pictures (31. Januar 2015)

## Auszeichnungen

### Estonian Music Awards
| Jahr | Titel                          | Auszeichnung                 | Ergebnis  |
| ---- | ------------------------------ | ---------------------------- | --------- |
| 2012 | Good Man Down                  | Album des Jahres             | Gewonnen  |
| 2012 | Good Man Down                  | Rockalbum des Jahres         | Gewonnen  |
| 2012 | Ewert and the Two Dragons      | Beste Band                   | Gewonnen  |
| 2012 | Good Man Down                  | Bester Song des Jahres       | Gewonnen  |
| 2012 | Good Man Down                  | Bestes Musikvideo des Jahres | Gewonnen  |
| 2012 | Good Man Down                  | Beste Geschichte des Jahres  | Gewonnen  |
| 2012 | (In the End) There’s Only Love | Beste Geschichte des Jahres  | Nominiert |

### Raadio 2 Hit of The Year
| Jahr | Titel                     | Auszeichnung      | Ergebnis |
| ---- | ------------------------- | ----------------- | -------- |
| 2011 | Good Man Down             | Song des Jahres   | Gewonnen |
| 2011 | Ewert and the Two Dragons | Kritikerpreis     | Gewonnen |
| 2011 | Ewert and the Two Dragons | Erfolg des Jahres | Gewonnen |

### Kuldne Plaat(Goldene Schallplatte)
| Jahr | Titel                     | Auszeichnung            | Ergebnis |
| ---- | ------------------------- | ----------------------- | -------- |
| 2012 | Good Man Down             | Bestes Album des Jahres | Gewonnen |
| 2012 | Ewert and the Two Dragons | Beste Band des Jahres   | Gewonnen |

### European Border Breakers Award
| Jahr | Titel                     | Auszeichnung                                 | Ergebnis |
| ---- | ------------------------- | -------------------------------------------- | -------- |
| 2013 | Ewert and the Two Dragons | European Border Breakers Award: Estland 2013 | Gewonnen |